# Pablo Béjar
Pablo Antonio Béjar Novella (Barcelona, 1869-Londres, 1920) fue un pintor español.

## Biografía
Nació el 7 de octubre de 1869 en Barcelona. Béjar, que cultivó el retrato al pastel, falleció el 12 de diciembre de 1920 en Londres. Tras su muerte sus dos hijos mayores partieron a Inglaterra con la intención de repatriar el cadáver y enterrarlo en el panteón familiar del cementerio de Vinaroz, de donde era natural su mujer.